# Municipio de Eldorado (Minnesota)
El municipio de Eldorado (en inglés: Eldorado Township) es un municipio ubicado en el condado de Stevens en el estado estadounidense de Minnesota. En el año 2010 tenía una población de 94 habitantes y una densidad poblacional de 1,01 personas por km².

## Geografía
El municipio de Eldorado se encuentra ubicado en las coordenadas 45°42′37″N 96°10′49″O / 45.71028, -96.18028. Según la Oficina del Censo de los Estados Unidos, el municipio tiene una superficie total de 93.38 km², de la cual 93,27 km² corresponden a tierra firme y (0,11 %) 0,11 km² es agua.

## Demografía
Según el censo de 2010, había 94 personas residiendo en el municipio de Eldorado. La densidad de población era de 1,01 hab./km². De los 94 habitantes, el municipio de Eldorado estaba compuesto por el 95,74 % blancos, el 3,19 % eran afroamericanos y el 1,06 % eran de una mezcla de razas. Del total de la población el 0 % eran hispanos o latinos de cualquier raza.